# Luigi Musso
Pour les articles homonymes, voir Musso.
Luigi Musso est un pilote automobile italien, né le 28 juillet 1924 à Rome en Italie et mort le 6 juillet 1958 à Reims, en France, des suites d'un accident survenu au Grand Prix  de France sur le circuit de Reims-Gueux. Durant sa carrière en Formule 1, Luigi Musso a gagné un Grand Prix, réalisé sept podiums et totalisé 44 points en championnat de monde.

## Biographie
Luigi Musso est un pilote de Formule 1 qui, au cours de sa carrière, a participé à 24 Grands Prix de 1953 à 1958. Luigi Musso a gagné le GP d'Argentine de 1956 sur Ferrari D50, victoire partagée avec Juan Manuel Fangio. Il a couru sous les couleurs des écuries Maserati (1953 à 1955) et Ferrari (1956 à 1958).
En 1958, il remporte la Targa Florio avec Olivier Gendebien sur Ferrari 250 Testa Rossa.
Le 6 juillet 1958, lors du GP de France disputé sur le circuit de Gueux, Luigi Musso, alors second, est lancé à la poursuite de la Ferrari numéro 1 pilotée par Mike Hawthorn. Il perd le contrôle de sa Ferrari numéro 2 dans la grande courbe du Calvaire après les stands, et sort de la piste à 250 km/h, puis part en tonneaux dans un champ. Il meurt des suites de ses blessures pendant son transport en hélicoptère vers l'hôpital de la Maison-Blanche.

## Résultats en championnat du monde de Formule 1
| Saison | Écurie                    | Châssis                      | Moteur              | Pneus     | GP disputés | Points | Classement |
| ------ | ------------------------- | ---------------------------- | ------------------- | --------- | ----------- | ------ | ---------- |
| 1953   | Officine Alfieri Maserati | Maserati A6GCM               | Maserati 6 en ligne | Pirelli   | 1           | 0      | n.c.       |
| 1954   | Officine Alfieri Maserati | Maserati A6GCM Maserati 250F | Maserati 6 en ligne | Pirelli   | 2           | 6      | 8e         |
| 1955   | Officine Alfieri Maserati | Maserati 250F                | Maserati 6 en ligne | Pirelli   | 6           | 6      | 9e         |
| 1956   | Scuderia Ferrari          | Ferrari D50                  | Ferrari V8          | Englebert | 4           | 4      | 11e        |
| 1957   | Scuderia Ferrari          | Ferrari 801                  | Ferrari V8          | Englebert | 6           | 16     | 3e         |
| 1958   | Scuderia Ferrari          | Ferrari D246                 | Ferrari V6          | Englebert | 5           | 12     | 8e         |

## Victoires en Sport
- Tour de Ombrie 1953 (Maserati A6GCS);
- Grand Prix de Naples 1954 (Maserati A6GCS);
- Circuit de Caserte 1954 (Maserati A6GCS);
- Circuit de Senigallia 1954 (Maserati A6GCS);
- Supercortemaggiore (1 000 kilomètres de Monza) 1955 (Maserati 300S, avec Jean Behra);
- Grand Prix de Rome 1.5L. 1956 (Osca MT4);
- 1 000 kilomètres de Buenos Aires 1957 (Ferrari 290 MM avec Gregory et Castellotti);
- Targa Florio 1958 (Ferrari 250 TR, avec Gendebien).